# Іллінка (село, Покровський район)
Іллі́нка — село Мар'їнської міської громади Покровського району Донецької області, Україна. Населення села евакуйоване.

## Загальні відомості
Іллінка — точка на мапі — 470 53/ 28// пн.ш. та 370 19/ 00// сх.д. Розташоване на правому березі р. Сухі Яли. Відстань до райцентру становить близько 18 км і проходить автошляхом місцевого значення.

## Історія
Георгіївка й Іллінка — населені пункти Мар'їнської міської територіальної громади Покровського району Донецької області. Це одні з 40 казенних поселень які були засновані державними селянами, козаками, військовими обивателями й військовими поселенцями з Чернігівської, Харківської й Полтавської губерній та західними однодворцями (у більшості з Київської губернії) у 40-х роках ХІХ ст. на сході Олександрівського повіту Катеринославської губернії (на сьогодні це частина території сучасної Донецької області)
Перші поселенці прибули на місце з Чернігівської губернії у 1848 році. Про заселення села є грунтовна інформація у архівах.

## Населення
За даними перепису 2001 року населення села становило 476 осіб, із них 98,32 % зазначили рідною мову українську та 1,68 % — російську.